# Андерс Яррід
Андерс Пер Яррід (швед. Anders Per Järryd, [²andɛʂ ²jæryːd]) — колишній шведський тенісист, що спеціалізувався переважно на парній грі, перший номер парного рейтингу ATP, переможець восьми турнірів Великого шолома в парному розряді, володар кар'єрного Великого шолома, олімпійський медаліст. Найвищу одиночну позицію світового рейтингу — 5 місце досяг 22 липня 1985, парну — 1 місце — 12 серпня 1985 року. Здобув 8 одиночних та 58 парних титулів.
Бронзову олімпійську медаль Яррід виборов на Сеульській олімпіаді 1988 року в парному турнірі, граючи зі Стефаном Едбергом. Шведська пара поступилася в півфіналі іспанській, але на тій Олімпіаді матч за третє місце не проводився, і обидві пари, що зазнали поразки в півфіналах, отримали бронзові медалі.
Яррід очолював парний рейтинг ATP 107 тижнів, що поступається тільки братам Бобу й Майку Браянам та Тодду Вудбріджу. 
Завершив кар'єру 1996 року.
Крім тенісу Яррід грав ще в хокей з м'ячем.

## Фінали турнірів Великого шолома

### Парний розряд (8–5)
| Результат | Рік  | Турнір                                 | Покриття | Партнер          | Суперники                          | Рахунок                   |
| --------- | ---- | -------------------------------------- | -------- | ---------------- | ---------------------------------- | ------------------------- |
| Перемога  | 1983 | Відкритий чемпіонат Франції з тенісу   | Ґрунт    | Ганс Сімонссон   | Марк Едмондсон Шервуд Стюарт       | 7–6, 6–4, 6–2             |
| Поразка   | 1984 | Відкритий чемпіонат США з тенісу       | Тверде   | Стефан Едберг    | Джон Фіцджеральд Томаш Шмід        | 6–7, 3–6, 3–6             |
| Поразка   | 1986 | Відкритий чемпіонат Франції            | Ґрунт    | Стефан Едберг    | Джон Фітцджералд Томаш Шмід        | 6–3, 4–6, 6–3, 6–7, 12–14 |
| Перемога  | 1987 | Відкритий чемпіонат Австралії з тенісу | Трава    | Стефан Едберг    | Пітер Дуен Лорі Вордер             | 6–4, 6–4, 7–6             |
| Перемога  | 1987 | Відкритий чемпіонат Франції (2)        | Ґрунт    | Роберт Сегусо    | Гі Форже Яннік Ноа                 | 6–7, 6–7, 6–3, 6–4, 6–2   |
| Перемога  | 1987 | Відкритий чемпіонат США                | Тверде   | Стефан Едберг    | Кен Флек Роберт Сегусо             | 7–6, 6–2, 4–6, 5–7, 7–6   |
| Поразка   | 1988 | Відкритий чемпіонат Франції            | Ґрунт    | Джон Фітцджералд | Андрес Гомес Еміліо Санчес Вікаріо | 3–6, 7–6, 4–6, 3–6        |
| Поразка   | 1988 | Вімблдонський турнір                   | Трава    | Джон Фітцджералд | Кен Флек Роберт Сегусо             | 4–6, 6–2, 4–6, 6–7        |
| Перемога  | 1989 | Вімблдонський турнір                   | Трава    | Джон Фітцджералд | Рік Ліч Джим П'ю                   | 3–6, 7–6, 6–4, 7–6        |
| Перемога  | 1991 | Відкритий чемпіонат Франції (3)        | Ґрунт    | Джон Фітцджералд | Рік Ліч Джим П'ю                   | 6–0, 7–5                  |
| Перемога  | 1991 | Вімблдонський турнір (2)               | Трава    | Джон Фітцджералд | Хав'єр Франа Леонардо Лаваль       | 6–3, 6–4, 6–7, 6–1        |
| Перемога  | 1991 | Відкритий чемпіонат США (2)            | Тверде   | Джон Фітцджералд | Скотт Девіс Девід Пейт             | 3–6, 7–6, 6–4, 7–6        |
| Поразка   | 1993 | Відкритий чемпіонат Австралії          | Тверде   | Джон Фітцджералд | Дані Віссер Лорі Вордер            | 4–6, 3–6, 4–6             |

## Фінали за кар'єру

### Одиночний розряд: 24 (8–16)
| Результат | No  | Дата     | Турнір                                         | Покриття   | Суперник         | Рахунок                 |
| --------- | --- | -------- | ---------------------------------------------- | ---------- | ---------------- | ----------------------- |
| Поразка   | 1.  | Лип 1981 | Swedish Open, Швеція                           | Ґрунт      | Тьєррі Тюлан     | 2–6, 3–6                |
| Перемога  | 1.  | Бер 1982 | Лінц, Австрія                                  | Ґрунт      | Хосе Їгерас      | 6–4, 4–6, 6–4           |
| Перемога  | 2.  | Лис 1982 | Анкона, Італія                                 | Килим (i)  | Майк Де Палмер   | 6–3, 6–2                |
| Поразка   | 2.  | Лип 1983 | Бостад, Швеція                                 | Ґрунт      | Матс Віландер    | 1–6, 2–6                |
| Поразка   | 3.  | Сер 1983 | Монреаль, Канада                               | Тверде     | Іван Лендл       | 2–6, 2–6                |
| Поразка   | 4.  | Лип 1984 | Бостад, Швеція                                 | Ґрунт      | Генрік Сундстрем | 6–3, 5–7, 3–6           |
| Перемога  | 3.  | Лип 1984 | Гілверсум, Нідерланди                          | Ґрунт      | Томаш Шмід       | 6–3, 6–3, 2–6, 6–2      |
| Поразка   | 5.  | 1984     | Мастерс Цинциннаті, США                        | Тверде     | Матс Віландер    | 6–7(4–7), 3–6           |
| Перемога  | 4.  | Жов 1984 | Сідней, Австралія                              | Тверде (i) | Іван Лендл       | 6–3, 6–2, 6–4           |
| Поразка   | 6.  | Лют 1985 | Toronto Indoor, Канада                         | Килим (i)  | Кевін Каррен     | 6–7(6–8), 3–6           |
| Перемога  | 5.  | Бер 1985 | Брюссель, Бельгія                              | Килим (i)  | Матс Віландер    | 6–4, 3–6, 7–5           |
| Поразка   | 7.  | Бер 1985 | Мілан, Італія                                  | Килим (i)  | Джон Макінрой    | 4–6, 1–6                |
| Поразка   | 8.  | Лис 1985 | Стокгольм, Швеція                              | Тверде (i) | Джон Макінрой    | 1–6, 2–6                |
| Поразка   | 9.  | Бер 1986 | Роттердам, Нідерланди                          | Килим (i)  | Йоакім Нюстром   | 0–6, 3–6                |
| Перемога  | 6.  | Кві 1986 | Даллас, США                                    | Килим (i)  | Борис Бекер      | 6–7(3–7), 6–1, 6–1, 6–4 |
| Поразка   | 10. | Лис 1987 | Вемблі, Велика Британія                        | Килим (i)  | Іван Лендл       | 3–6, 2–6, 5–7           |
| Поразка   | 11. | Лют 1989 | Роттердам, Нідерланди                          | Килим (i)  | Якоб Гласек      | 1–6, 5–7                |
| Поразка   | 12. | Вер 1989 | Сан-Франциско, США                             | Килим (i)  | Бред Гілберт     | 5–7, 2–6                |
| Перемога  | 7.  | Жов 1990 | Відень, Австрія                                | Килим (i)  | Горст Скофф      | 6–3, 6–3, 6–1           |
| Поразка   | 13. | Бер 1991 | Копенгаген, Данія                              | Килим (i)  | Юнас Свенссон    | 7–6(7–5), 2–6, 2–6      |
| Поразка   | 14. | Бер 1992 | Копенгаген, Данія                              | Килим (i)  | Магнус Ларссон   | 4–6, 6–7(5–7)           |
| Перемога  | 8.  | Лют 1993 | Роттердам, Нідерланди                          | Килим (i)  | Карел Новачек    | 6–3, 7–5                |
| Поразка   | 15. | Жов 1994 | Пекін, КНР                                     | Килим (i)  | Майкл Чанг       | 5–7, 5–7                |
| Поразка   | 16. | Чер 1995 | Rosmalen Grass Court Championships, Нідерланди | Трава      | Кароль Кучера    | 6–7(7–9), 6–7(4–7)      |

### Парний розряд: 91 (58–33)
| Результат | No  | Дата     | Турнір                                           | Покриття   | Партнер           | Суперники                            | Рахунок                   |
| --------- | --- | -------- | ------------------------------------------------ | ---------- | ----------------- | ------------------------------------ | ------------------------- |
| Перемога  | 1.  | Кві 1981 | Лінц, Австрія                                    | Тверде (i) | Ганс Сімонссон    | Бред Дрюетт Павел Сложил             | 6–4, 7–6                  |
| Поразка   | 1.  | Лип 1981 | Swedish Open, Швеція                             | Ґрунт      | Ганс Сімонссон    | Марк Едмондсон Джон Фіцджеральд      | 6–2, 5–7, 0–6             |
| Поразка   | 2.  | Вер 1981 | Бордо, Франція                                   | Ґрунт      | Джим Гарфейн      | Андрес Гомес Белус Прахокс           | 5–7, 3–6                  |
| Перемога  | 2.  | Жов 1981 | Барселона, Іспанія                               | Ґрунт      | Ганс Сімонссон    | Ганс Гільдемайстер Андрес Гомес      | 6–1, 6–4                  |
| Перемога  | 3.  | Бер 1982 | Лінц, Австрія                                    | Ґрунт      | Ганс Сімонссон    | Род Фролі Пол Кронк                  | 6–2, 6–0                  |
| Поразка   | 3.  | Тра 1982 | Мастерс Гамбург, Німеччина                       | Ґрунт      | Ганс Сімонссон    | Павел Сложил Томаш Шмід              | 4–6, 3–6                  |
| Перемога  | 4.  | Лип 1982 | Бостад, Швеція                                   | Ґрунт      | Ганс Сімонссон    | Йоакім Нюстром Матс Віландер         | 0–6, 6–3, 7–6             |
| Поразка   | 4.  | Вер 1982 | Бордо, Франція                                   | Ґрунт      | Ганс Сімонссон    | Ганс Гільдемайстер Андрес Гомес      | 4–6, 2–6                  |
| Перемога  | 5.  | Жов 1982 | Барселона, Іспанія                               | Ґрунт      | Ганс Сімонссон    | Карлус Кірмайр Кассіу Мотта          | 6–3, 6–2                  |
| Перемога  | 6.  | Лис 1982 | Анкона, Італія                                   | Килим (i)  | Ганс Сімонссон    | Тім Галліксон Бернард Міттон         | 4–6, 6–3, 7–6             |
| Перемога  | 7.  | Бер 1983 | Нансі, Франція                                   | Тверде (i) | Ян Гуннарссон     | Рікардо Акунья Белус Прахокс         | 7–5, 6–3                  |
| Поразка   | 5.  | Тра 1983 | Мюнхен, Німеччина                                | Ґрунт      | Томаш Шмід        | Кріс Льюїс Павел Сложил              | 4–6, 2–6                  |
| Перемога  | 8.  | Чер 1983 | Відкритий чемпіонат Франції з тенісу, Париж      | Ґрунт      | Ганс Сімонссон    | Марк Едмондсон Шервуд Стюарт         | 7–6(7–4), 6–4, 6–2        |
| Поразка   | 6.  | Лип 1983 | Бостад, Швеція                                   | Ґрунт      | Ганс Сімонссон    | Йоакім Нюстром Матс Віландер         | 6–1, 6–7(4–7), 6–7(4–7)   |
| Перемога  | 9.  | Жов 1983 | Барселона, Іспанія                               | Ґрунт      | Ганс Сімонссон    | Джим Гарфейн Ерік Іскерскі           | 7–5, 6–3                  |
| Перемога  | 10. | Лис 1983 | Stockholm Open, Швеція                           | Тверде (i) | Ганс Сімонссон    | Пітер Флемінг Йохан Крік             | 6–3, 6–4                  |
| Поразка   | 7.  | Січ 1984 | WCT World Doubles, Лондон                        | Килим (i)  | Ганс Сімонссон    | Павел Сложил Томаш Шмід              | 6–1, 3–6, 6–3, 4–6, 3–6   |
| Перемога  | 11. | Кві 1984 | Люксембург                                       | Килим (i)  | Томаш Шмід        | Марк Едмондсон Шервуд Стюарт         | 6–3, 7–5                  |
| Перемога  | 12. | Тра 1984 | Мастерс Гамбург, Німеччина                       | Ґрунт      | Стефан Едберг     | Гайнц Ґюнтгардт Балаж Тароці         | 6–3, 6–1                  |
| Перемога  | 13. | Лип 1984 | Гілверсум, Нідерланди                            | Ґрунт      | Томаш Шмід        | Бродерік Дайк Майкл Фанкатт          | 6–4, 5–7, 7–6             |
| Поразка   | 8.  | Вер 1984 | Відкритий чемпіонат США з тенісу, Нью-Йорк       | Тверде     | Стефан Едберг     | Джон Фітцджералд Томаш Шмід          | 6–7, 3–6, 3–6             |
| Перемога  | 14. | Жов 1984 | Сідней, Австралія                                | Тверде (i) | Ганс Сімонссон    | Марк Едмондсон Шервуд Стюарт         | 6–4, 6–4                  |
| Перемога  | 15. | Лют 1985 | Toronto Indoor, Канада                           | Килим (i)  | Пітер Флемінґ     | Гленн Леєндекер Гленн Мічібата       | 7–6, 6–2                  |
| Перемога  | 16. | Бер 1985 | Брюссель, Бельгія                                | Килим (i)  | Стефан Едберг     | Кевін Каррен Войцех Фібак            | 6–3, 7–6                  |
| Перемога  | 17. | Бер 1985 | Мілан, Італія                                    | Килим (i)  | Гайнц Ґюнтгардт   | Бродерік Дайк Веллі Месур            | 6–2, 6–1                  |
| Перемога  | 18. | Тра 1985 | Мастерс Рим, Італія                              | Ґрунт      | Матс Віландер     | Кен Флек Роберт Сегусо               | 4–6, 6–3, 6–2             |
| Перемога  | 19. | Лип 1985 | Бостад, Швеція                                   | Ґрунт      | Стефан Едберг     | Серхіо Касаль Еміліо Санчес Вікаріо  | 6–0, 7–6(7–2)             |
| Поразка   | 9.  | Сер 1985 | Монреаль, Канада                                 | Тверде     | Стефан Едберг     | Кен Флек Роберт Сегусо               | 7–5, 6–7, 3–6             |
| Перемога  | 20. | Сер 1985 | Мастерс Цинциннаті, США                          | Тверде     | Стефан Едберг     | Йоакім Нюстром Матс Віландер         | 4–6, 6–2, 6–3             |
| Перемога  | 21. | Жов 1985 | Sydney Indoor, Австралія                         | Тверде (i) | Джон Фітцджералд  | Марк Едмондсон Кім Ворвік            | 6–3, 6–2                  |
| Перемога  | 22. | Лис 1985 | Вемблі, Англія                                   | Килим (i)  | Гі Форже          | Борис Бекер Слободан Живоїнович      | 7–5, 4–6, 7–5             |
| Перемога  | 23. | Січ 1986 | Фінал ATP, Нью-Йорк                              | Килим (i)  | Стефан Едберг     | Йоакім Нюстром Матс Віландер         | 6–1, 7–6                  |
| Поразка   | 10. | Лют 1986 | Філадельфія, США                                 | Килим (i)  | Стефан Едберг     | Скотт Девіс Девід Пейт               | 6–7, 6–3, 3–6, 5–7        |
| Поразка   | 11. | Лют 1986 | Мемфіс, США                                      | Тверде (i) | Гі Форже          | Кен Флек Роберт Сегусо               | 4–6, 6–4, 6–7             |
| Поразка   | 12. | Лют 1986 | Відкритий чемпіонат Маямі з тенісу, США          | Тверде     | Стефан Едберг     | Бред Гілберт Вінсент ван Петтен      | w/o                       |
| Перемога  | 24. | Тра 1986 | Мадрид, Іспанія                                  | Ґрунт      | Йоакім Нюстром    | Хесус Колас Девід де Мігель          | 6–2, 6–2                  |
| Поразка   | 13. | Чер 1986 | Відкритий чемпіонат Франції, Париж               | Ґрунт      | Стефан Едберг     | Джон Фітцджералд Томаш Шмід          | 6–3, 4–6, 6–3, 6–7, 12–14 |
| Перемога  | 25. | Вер 1986 | Лос-Анджелес, США                                | Тверде     | Стефан Едберг     | Пітер Флемінґ Джон Макінрой          | 3–6, 7–5, 7–6(9–7)        |
| Перемога  | 26. | Гру 1986 | Фінал ATP, Лондон                                | Килим (i)  | Стефан Едберг     | Гі Форже Яннік Ноа                   | 6–3, 7–6, 6–3             |
| Перемога  | 27. | Січ 1987 | Відкритий чемпіонат Австралії з тенісу, Мельбурн | Трава      | Стефан Едберг     | Пітер Дуен Лорі Вордер               | 6–4, 6–4, 7–6             |
| Перемога  | 28. | Лют 1987 | Мемфіс, США                                      | Тверде (i) | Юнас Свенссон     | Серхіо Касаль Майк Ліч               | 6–4, 6–2                  |
| Перемога  | 29. | Бер 1987 | Роттердам, Нідерланди                            | Килим (i)  | Стефан Едберг     | Чіп Гупер Еміліо Санчес Вікаріо      | 3–6, 6–3, 6–4             |
| Поразка   | 14. | Кві 1987 | Токіо, Японія                                    | Тверде     | Андрес Гомес      | Пол Еннекон Кевін Каррен             | 4–6, 6–7                  |
| Перемога  | 30. | Чер 1987 | Відкритий чемпіонат Франції, Париж               | Ґрунт      | Роберт Сегусо     | Гі Форже Яннік Ноа                   | 6–7, 6–7, 6–3, 6–4, 6–2   |
| Перемога  | 31. | Сер 1987 | Бостад, Швеція                                   | Ґрунт      | Стефан Едберг     | Еміліо Санчес Вікаріо Хав'єр Санчес  | 7–6, 6–3                  |
| Перемога  | 32. | Вер 1987 | Відкритий чемпіонат США з тенісу, Нью-Йорк       | Тверде     | Стефан Едберг     | Кен Флек Роберт Сегусо               | 7–6, 6–2, 4–6, 5–7, 7–6   |
| Перемога  | 33. | Жов 1987 | Базель, Швейцарія                                | Тверде (i) | Томаш Шмід        | Станіслав Бірнер Ярослав Навратіл    | 6–4, 6–3                  |
| Перемога  | 34. | Лис 1987 | Stockholm Open, Швеція                           | Тверде (i) | Стефан Едберг     | Джим Грабб Джим П'ю                  | 6–3, 6–4                  |
| Перемога  | 35. | Бер 1988 | Кі-Біскейн, США                                  | Тверде     | Джон Фітцджералд  | Кен Флек Роберт Сегусо               | 7–6, 6–1, 7–5             |
| Поразка   | 15. | Тра 1988 | Мастерс Рим, Італія                              | Ґрунт      | Томаш Шмід        | Хорхе Лосано Тодд Вітскен            | 3–6, 3–6                  |
| Поразка   | 16. | Чер 1988 | Відкритий чемпіонат Франції, Париж               | Ґрунт      | Джон Фітцджералд  | Андрес Гомес Еміліо Санчес Вікаріо   | 3–6, 7–6, 4–6, 3–6        |
| Поразка   | 17. | Лип 1988 | Вімблдонський турнір, Лондон                     | Трава      | Джон Фітцджералд  | Кен Флек Роберт Сегусо               | 4–6, 6–2, 4–6, 6–7        |
| Поразка   | 18. | Лип 1988 | Stuttgart Outdoor, Німеччина                     | Ґрунт      | Мікаель Мортенсен | Серхіо Касаль Еміліо Санчес Вікаріо  | 6–4, 3–6, 4–6             |
| Перемога  | 36. | Кві 1989 | Кі-Біскейн, США                                  | Тверде     | Якоб Гласек       | Джим Грабб Патрік Макінрой           | 6–3, ret.                 |
| Перемога  | 37. | Лип 1989 | Вімблдонський турнір, Лондон                     | Трава      | Джон Фітцджералд  | Рік Ліч Джим П'ю                     | 3–6, 7–6, 6–4, 7–6        |
| Поразка   | 19. | Вер 1989 | Лос-Анджелес, США                                | Тверде     | Джон Фітцджералд  | Мартін Девіс Тім Павсат              | 5–7, 6–7                  |
| Перемога  | 38. | Жов 1989 | Відень, Австрія                                  | Килим (i)  | Ян Гуннарссон     | Пол Еннекон Келле Евернден           | 6–2, 6–3                  |
| Перемога  | 39. | Лис 1989 | Мастерс Париж, Франція                           | Килим (i)  | Джон Фітцджералд  | Якоб Гласек Ерік Віноградскі         | 7–6, 6–4                  |
| Поразка   | 20. | Гру 1989 | Фінал ATP, Лондон                                | Килим (i)  | Джон Фітцджералд  | Джим Грабб Патрік Макінрой           | 5–7, 6–7, 7–5, 3–6        |
| Поразка   | 21. | Жов 1990 | Stockholm Open, Швеція                           | Килим (i)  | Джон Фітцджералд  | Гі Форже Якоб Гласек                 | 4–6, 2–6                  |
| Поразка   | 22. | 1990     | Москва, Росія                                    | Килим (i)  | Джон Фітцджералд  | Гендрік Ян Давідс Паул Гаргейс       | 4–6, 6–7                  |
| Перемога  | 40. | Бер 1991 | Роттердам, Нідерланди                            | Килим (i)  | Патрік Гелбрайт   | Стів Девріє Девід Макферсон          | 7–6, 6–2                  |
| Поразка   | 23. | Кві 1991 | Токіо, Японія                                    | Тверде     | Джон Фітцджералд  | Стефан Едберг Тодд Вудбрідж          | 4–6, 7–5, 4–6             |
| Поразка   | 24. | Тра 1991 | Мюнхен, Німеччина                                | Ґрунт      | Дані Віссер       | Патрік Гелбрайт Тодд Вітскен         | 5–7, 4–6                  |
| Перемога  | 41. | Чер 1991 | Відкритий чемпіонат Франції, Париж               | Ґрунт      | Джон Фітцджералд  | Рік Ліч Джим П'ю                     | 6–0, 7–6                  |
| Перемога  | 42. | Лип 1991 | Вімблдонський турнір, Лондон                     | Трава      | Джон Фітцджералд  | Хав'єр Франа Леонардо Лаваль         | 6–3, 6–4, 6–7, 6–1        |
| Поразка   | 25. | Лип 1991 | Бостад, Швеція                                   | Ґрунт      | Магнус Густафссон | Ронні Ботман Рікард Берг             | 4–6, 4–6                  |
| Перемога  | 43. | Вер 1991 | Відкритий чемпіонат США, Нью-Йорк                | Тверде     | Джон Фітцджералд  | Скотт Девіс Девід Пейт               | 6–3, 3–6, 6–3, 6–3        |
| Перемога  | 44. | Жов 1991 | Відень, Австрія                                  | Килим (i)  | Гері Мюллер       | Якоб Гласек Патрік Макінрой          | 6–4, 7–5                  |
| Перемога  | 45. | Жов 1991 | Stockholm Open, Швеція                           | Килим (i)  | Джон Фітцджералд  | Том Нейссен Цирил Сук                | 7–5, 6–2                  |
| Перемога  | 46. | Лис 1991 | Мастерс Париж, Франція                           | Килим (i)  | Джон Фітцджералд  | Келлі Джонс Рік Ліч                  | 3–6, 6–3, 6–2             |
| Перемога  | 47. | Лис 1991 | Фінал ATP, Йоганнесбург                          | Тверде (i) | Джон Фітцджералд  | Кен Флек Роберт Сегусо               | 6–4, 6–4, 2–6, 6–4        |
| Поразка   | 26. | Лют 1992 | Штуттґард, Німеччина                             | Килим (i)  | Джон Фітцджералд  | Том Нейссен Цирил Сук                | 3–6, 7–6, 3–6             |
| Поразка   | 27. | Кві 1992 | Токіо, Японія                                    | Тверде     | Джон Фітцджералд  | Келлі Джонс Рік Ліч                  | 6–0, 5–7, 3–6             |
| Перемога  | 48. | Чер 1992 | Лондон Queen's Club, Англія                      | Трава      | Джон Фітцджералд  | Горан Іванишевич Дієго Наргісо       | 6–4, 7–6                  |
| Перемога  | 49. | Жов 1992 | Больцано, Італія                                 | Килим (i)  | Бент-Уве Педерсен | Том Нейссен Цирил Сук                | 6–1, 6–7, 6–3             |
| Перемога  | 50. | Жов 1992 | Відень, Австрія                                  | Килим (i)  | Ронні Ботман      | Кент Кіннієр Удо Ріглевскі           | 6–3, 7–5                  |
| Перемога  | 51. | Лис 1992 | Антверпен, Бельгія                               | Килим (i)  | Джон Фітцджералд  | Патрік Макінрой Джаред Палмер        | 6–2, 6–2                  |
| Поразка   | 28. | Лис 1992 | Doubles Championships, Йоганнесбург              | Тверде     | Джон Фітцджералд  | Марк Вудфорд Тодд Вудбрідж           | 2–6, 6–7, 7–5, 6–3, 3–6   |
| Поразка   | 29. | Січ 1993 | Відкритий чемпіонат Австралії, Мельбурн          | Тверде     | Джон Фітцджералд  | Дані Віссер Лорі Вордер              | 4–6, 3–6, 4–6             |
| Перемога  | 52. | Лют 1993 | Dubai Tennis Championships, ОАЕ                  | Тверде     | Джон Фітцджералд  | Грант Коннелл Патрік Гелбрайт        | 6–2, 6–1                  |
| Перемога  | 53. | Лют 1993 | Роттердам, Нідерланди                            | Килим (i)  | Генрік Гольм      | Девід Адамс Андрій Ольховський       | 6–4, 7–6                  |
| Перемога  | 54. | Лип 1993 | Бостад, Швеція                                   | Ґрунт      | Генрік Гольм      | Браян Девенінг Томас Нюдаль          | 6–1, 3–6, 6–3             |
| Перемога  | 55. | Бер 1994 | Сарагоса, Іспанія                                | Килим (i)  | Генрік Гольм      | Мартін Дамм Карел Новачек            | 7–5, 6–2                  |
| Перемога  | 56. | Кві 1994 | Tokyo Outdoor, Японія                            | Тверде     | Генрік Гольм      | Себастьян Ларо Патрік Макінрой       | 7–6, 6–1                  |
| Поразка   | 30. | Тра 1994 | Мастерс Гамбург, Німеччина                       | Ґрунт      | Генрік Гольм      | Скотт Мелвілл Піт Норвал             | 3–6, 4–6                  |
| Перемога  | 57. | Бер 1995 | Роттердам, Нідерланди                            | Килим (i)  | Мартін Дамм       | Томас Карбонелл Франсіско Ройг       | 6–3, 6–2                  |
| Перемога  | 58. | Бер 1995 | St. Petersburg Open, Росія                       | Килим (i)  | Мартін Дамм       | Якоб Гласек Євген Кафельников        | 6–4, 6–2                  |
| Поразка   | 31. | Кві 1995 | Tokyo Outdoor, Японія                            | Тверде     | Джон Фітцджералд  | Марк Ноулз (тенісист) Джонатан Старк | 3–6, 6–3, 6–7             |
| Поразка   | 32. | Кві 1995 | Гонконг                                          | Тверде     | Джон Фітцджералд  | Томмі Го Марк Філіппуссіс            | 1–6, 7–6(7–2), 6–7(3–7)   |
| Поразка   | 33. | Чер 1996 | Rosmalen Grass Court Championships, Нідерланди   | Трава      | Деніел Нестор     | Пол Кілдеррі Павел Візнер            | 5–7, 3–6                  |

## Часова шкала виступів на турнірах Великого шолому
| W | Ф | ПФ | ЧФ | #Р | КТ | К# | DNQ | A | NH |

| Турнір                                 | 1981  | 1982  | 1983  | 1984  | 1985  | 1986  | 1987  | 1988  | 1989  | 1990  | 1991  | 1992  | 1993  | 1994  | 1995  | 1996  | Career SR |
| -------------------------------------- | ----- | ----- | ----- | ----- | ----- | ----- | ----- | ----- | ----- | ----- | ----- | ----- | ----- | ----- | ----- | ----- | --------- |
| Відкритий чемпіонат Австралії з тенісу | 1р    |       | 2р    |       |       | NH    | П     | ЧФ    | ЧФ    |       | 3р    | 3р    | Ф     | 3р    |       |       | 1 / 9     |
| Відкритий чемпіонат Франції з тенісу   |       | 1р    | П     | 3р    | ПФ    | Ф     | П     | Ф     | ПФ    | 1р    | П     | 2р    | 3р    | 2р    | 3р    |       | 3 / 14    |
| Вімблдонський турнір                   |       | 2р    | ПФ    | 3р    | 3р    | 1р    | ПФ    | Ф     | П     | 1р    | П     | 2р    | 2р    | 1р    | 1р    | 1р    | 2 / 15    |
| Відкритий чемпіонат США з тенісу       |       |       | 2р    | Ф     | 2р    | 2р    | П     | 3р    | ПФ    | ЧФ    | П     | 3р    |       | 1р    | 3р    |       | 2 / 12    |
| SR                                     | 0 / 1 | 0 / 2 | 1 / 4 | 0 / 3 | 0 / 3 | 0 / 3 | 3 / 4 | 0 / 4 | 1 / 4 | 0 / 3 | 3 / 4 | 0 / 4 | 0 / 3 | 0 / 4 | 0 / 3 | 0 / 1 | 8 / 50    |